# HD 140775
HD 140775，又名BD+05 3072，SAO 121170、HR 5859，是一颗恒星，视星等为5.58，位于銀經13.27，銀緯43.32，其B1900.0坐标为赤經15h 40m 26.8s，赤緯+5° 43.32′ 40″。